# Бурджанадзе, Шалва
Шалва Бурджанадзе (груз. შალვა ბურჯანაძე; 29 октября 1998, Кутаиси, Грузия) — грузинский футболист, защитник.

## Карьера
Воспитанник кутаисского «Торпедо», в составе которого защитник начал свою взрослую карьеру. Позднее играл в Грузии за другие команды Эровнули лиги «Самгурали» и «Гагра». В конце января 2024 года футболист подписал контракт с клубом эстонской Премиум-Лиги «Нарва-Транс». По итогам сезона покинул команду. Однако уже во время сборов он вновь присоединился к команде и продолжил выступления за нее.

### В сборной
В 2017 году составе юниорской сборной Грузии Шалва Бурджанадзе принял участие на домашнем Чемпионате Европы юношей до 19 лет. На самом турнире защитник сыграл во всех трех матчах национальной команды.

## Достижения
- Чемпион Грузии (1): 2017.
- Финалист Суперкубка Эстонии (1): 2024